# Sára Bejlek
Sára Bejlek (Hrušovany nad Jevišovkou, 31 gennaio 2006) è una tennista ceca.

## Biografia
Sára Bejlek ha vinto 7 titoli in singolare e 1 titolo in doppio nel circuito ITF in carriera.
Ha raggiunto il best ranking in singolare il 6 maggio 2024 alla 114ª posizione mondiale, e il 1º agosto 2022 la 671ª posizione in doppio.
Nella carriera junior, ha vinto gli Open di Francia 2022 - Doppio ragazze in coppia con la connazionale Lucie Havlíčková; nel singolare, invece, ha raggiunto le semifinali, sconfitta proprio dalla sua compagna di doppio Havlíčková.
Il 19 novembre 2023, Sára ha vinto il primo titolo WTA 125 della carriera in singolare all'LP Open, giocato a Colina, dove ha la meglio in finale sulla francese Diane Parry con il punteggio di 6-2, 6-1.
L'8 giugno 2025, ha vinto il secondo titolo WTA 125 della carriera al Makarska Open, dove sconfigge nell'ultimo atto l'andorrana Victoria Jiménez Kasintseva con il netto punteggio di 6-0, 6-1. Sára raggiunge i primi quarti di finale WTA della carriera nel torneo casalingo di Praga, dove supera nei primi due turni la giapponese Moyuka Uchijima e la testa di serie numero 8 Alycia Parks, per poi arrendersi alla cinese e quarta forza del tabellone Wang Xinyu in due set.

## Circuito WTA 125

### Singolare

#### Vittorie (2)
| N. | Data             | Torneo                  | Superficie  | Avversaria in finale        | Punteggio |
| 1. | 19 novembre 2023 | Colina Open, Colina     | Terra rossa | Diane Parry                 | 6-2, 6-1  |
| 2. | 8 giugno 2025    | Makarska Open, Macarsca | Terra rossa | Victoria Jiménez Kasintseva | 6-0, 6-1  |

## Statistiche ITF

### Singolare

#### Vittorie (7)
| Torneo $100.000 (0) |
| Torneo $80.000 (0)  |
| Torneo $60.000 (4)  |
| Torneo $40.000 (0)  |
| Torneo $25.000 (3)  |
| Torneo $15.000 (0)  |

| N. | Data            | Torneo                        | Superficie  | Avversaria in finale | Punteggio   |
| 1. | 25 luglio 2021  | ITS Cup, Olomouc              | Terra rossa | Paula Ormaechea      | 6-0, 6-0    |
| 2. | 10 maggio 2022  | ForteVillage ITF Trophy, Pula | Terra rossa | Weronika Falkowska   | 7-6(4), 6-1 |
| 3. | 19 giugno 2022  | Macha Lake Open, Česká Lípa   | Terra rossa | Jesika Malečková     | 6-4, 6-4    |
| 4. | 24 luglio 2022  | ITS Cup, Olomouc              | Terra rossa | Lina Ǵorčeska        | 6-2, 7-6(0) |
| 5. | 23 luglio 2023  | Kapitel Estonian Open, Pärnu  | Terra rossa | Lucija Ćirić Bagarić | 7-5, 6-4    |
| 6. | 15 ottobre 2023 | ForteVillage ITF Trophy, Pula | Terra rossa | Caijsa Hennemann     | 6-4, 7-6(7) |
| 7. | 6 ottobre 2024  | Šibenik Open, Sebenico        | Terra rossa | Darja Semeņistaja    | 6-2, 6-0    |

#### Sconfitte (3)
| Torneo $100.000 (0) |
| Torneo $80.000 (0)  |
| Torneo $60.000 (1)  |
| Torneo $40.000 (2)  |
| Torneo $25.000 (0)  |
| Torneo $15.000 (0)  |

| N. | Data             | Torneo                             | Superficie  | Avversaria in finale | Punteggio        |
| 1. | 8 aprile 2023    | Split Open, Spalato                | Terra rossa | Tara Würth           | 2-6, 6-3, 4-6    |
| 2. | 9 luglio 2023    | BICT Groep ITF The Hague, L'Aia    | Terra rossa | Arantxa Rus          | 6(3)-7, 4-6      |
| 3. | 3 settembre 2023 | Kuchyně Gorenje Prague Open, Praga | Terra rossa | Andreea Mitu         | 6(1)-7, 6-2, 3-6 |

### Doppio

#### Vittorie (1)
| Torneo $100.000 (0) |
| Torneo $80.000 (0)  |
| Torneo $60.000 (0)  |
| Torneo $40.000 (0)  |
| Torneo $25.000 (0)  |
| Torneo $15.000 (1)  |

| N. | Data          | Torneo                 | Superficie  | Compagna     | Avversarie in finale             | Punteggio        |
| 1. | 5 giugno 2021 | Antalya Series, Adalia | Terra rossa | Doğa Türkmen | Federica Bilardo Liubov Kostenko | 4–6, 6–1, [10–7] |

## Grand Slam Junior

### Doppio

#### Vittorie (1)
| Tornei del Grande Slam  |
| ----------------------- |
| Australian Open (0)     |
| Open di Francia (1)     |
| Torneo di Wimbledon (0) |
| US Open (0)             |

| N. | Data          | Torneo                  | Superficie  | Compagna         | Avversarie in finale          | Punteggio |
| 1. | 4 giugno 2022 | Open di Francia, Parigi | Terra rossa | Lucie Havlíčková | Nikola Bartůňková Céline Naef | 6-3, 6-3  |